# George Watkin Eben James Erskine
Sir George Watkin Eben James Erskine, britanski general, * 1899, † 1965.